# 江戸の激斗
江戸の激斗（えどのげきとう）は、1979年5月31日 - 1979年12月27日まで、毎週木曜日21：00 - 21：54にフジテレビ系列で放送された時代劇。全26話。

## 内容
凶悪極まる盗賊や悪党たちを狩りたて、これを殲滅せんがため、南町奉行所の与力二人が奉行の密命を受け極秘裏に創設した、腕利きの浪人たちによる戦闘集団「江戸の遊撃隊」。

隊士である浪人たちは、いずれも腕は立つが、喜怒哀楽も激しく個性的なくせ者揃い。
落ちぶれ果てた身ながらも、自分なりの理想を追いかける者、妻を持つ身でありながら、妻帯御法度の隊規を承知で入隊した者、隊規や任務より個人的な理由や友情に命をかけんとする者…。
この物語は彼らの生き様と、短くも激しい闘いの記録である。

## 遊撃隊とは
安政の幕末期、世情は乱れ盗賊の群れは勢いを増し、町奉行所では手に負えなくなっていた。
そこで南町奉行は、配下である例繰方与力・花咲長兵衛と吟味方与力・毛間内以蔵の両名に、盗賊殲滅のための特別組織の設立を命じた。彼ら二人は、腕の立つ浪人を金で雇い入れて組織の構成員とすることを思い付き、極秘裏に人材を募集、これに応じた者を中心に組織を編成した。これが「江戸の遊撃隊」である。
報酬は仕事一回につき一人五両、後払いの成功報酬である。ただし、組織の存在は秘密であり、奉行所に捕らえられた場合は罪人扱いであった。
八丁堀周辺に詰所がある。長屋風の二階建ての建物で、一階は隊士たちが食事を摂ったりくつろいだりする「たまり場」、二階は主に任務の説明などに用いる会議場のような空間となっている。
南町奉行からの指令を受け取るのは花咲の役割で、毎回のように奉行の前に平伏する彼の姿が描かれる。毛間内が呼び出されることは基本的にはないが、第10話では、和田屋の讒言による悪評についての事情聴取のため、同じように奉行に呼び出されていた。
極秘裏に設立された秘密戦闘部隊ではあるが、隊の存在・規模など、ある程度の情報が、江戸城中や盗賊同士の情報網で知れ渡っていることが、登場人物（主に敵役）の台詞から窺える（第4話・第6話）。
南町奉行の指令を受けた花咲が、久六を伝令役にして隊士各員を詰所に呼び出し、指令のあらましを説明した後に、彼らに任務への参加の意志の有無を確認、参加の意志を表明した者に対して実務を割り振る、という段取りで、各回の任務は遂行される。
任務への参加・不参加はあくまで隊士の自由意志によって決定され、花咲や毛間内には任務への参加を強制する権限はない。そのため、時によっては、ほぼ花咲・毛間内のみで任務を遂行する羽目になることすらあった（第3話）また、第18話の小助のように、任務を拒否した場面だけで出番が終わってしまった者もいた。
荒くれ者だらけの隊士たちだが、武家の出の者は元より、農民や漁民出身者に至るまで、全員それなりに学はあり、最低限漢字かな交じり文の読み取りはできる（第11話冒頭の描写より）。

## 主題歌・挿入歌
OP：オリジナルのテーマ曲
ED:本編終了時にどちらかが使用される
- 主題歌「陽だまりの彼方へ」（第1話 - 第10話、第12話、第13話、第21話）
  - 作詞：童洋介　作曲：原田良一　編曲：チト河内　歌：長瀬晴美
- 挿入歌「風に吹かれて」（第11話、第14話 - 第20話、第22話 - ）
  - 作詞：荒木とよひさ　作曲・編曲：チト河内　歌：長瀬晴美

## スタッフ
- 企画：中本逸郎
- 協力：市川久夫
- プロデューサー：広岡常男(東宝)
- 音楽：菊池俊輔
- 殺陣：宇仁貫三
- ナレーション：芥川隆行
- 制作協力：円谷プロダクション
- 制作：東宝株式会社、フジテレビ

## 提供
イワタニ
エステー科学
カネボウ
全薬工業
長大
不二サッシ

## 登場人物詳細
花咲 長兵衛（はなさき ちょうべえ）：小林桂樹
遊撃隊総元締。南町奉行配下の例繰方与力で、日頃は昼行灯を装っている。
第18話の時点から五年前には、出役与力として御船手番所に出向していた。
奉行からの指令を直接受ける立場で、現場で動く隊士たちの橋渡し的存在。
剣の腕前もあり、時には自ら戦闘現場に赴いて戦うこともある（第1話、第3話、第11話、第21話など）。
温厚な性格で滅多なことでは怒りや不満を表には出さず、一歩退いて相手の出方を窺ったり、さりげなく相手を乗せるような腹芸も得意なため、隊士からは名前をもじった「花咲か爺」ならぬ「狸爺」と呼ばれている。
表向きはあまり積極さを出さないが、内に秘めた正義感と隊士たちの身を案じる義侠心は人一倍強い。
とかく任務一途なように隊士たちからは見られがちだが、納得のいかない指令を受けた際には、これを半ば無視してまで自分なりの正義感を貫かんとする覚悟を、心の内に秘めている。配下の隊士たちにも、己と同じく、金よりも正義感を重んずる者であれ、との願いを持っており、前述の指令を隊士全員に拒否された際には、奉行への報告に頭を抱えながらも、毛間内と共に満足そうな表情を見せていた（第10話）。
趣味は盆栽と詰め将棋。
毛間内 以蔵（けまない いぞう）：露口茂
遊撃隊隊長を務める南町奉行所吟味方与力。第14話の時点で38歳。
戦闘時には自らも出動して戦うだけでなく、調査活動などでも隊士たちの指揮を執る。常に冷静沈着で隊士たちにも自らにも厳しく、隊士たちからは非情な鬼隊長に見られているが、内心では隊士たちを信頼しており、どんなに不利な状況でも決して任務遂行をあきらめず戦い抜く熱い心の持ち主でもある。
任務に対しての姿勢は、長兵衛とほぼ同じく、自ら信じる正義を貫くことを第一義とするものであり、必ずしも上意下達なだけではない。配下の隊士たちの行動原理に、金銭欲より人としての正義感を求めていることも同様であり、第10話で悪名高い幕閣の重鎮の警護を指令された際には、隊士の反応によっては遊撃隊の解散・再編成まで考えていたことを、直後に長兵衛に向かって吐露している。
第3話時点の約1年前に、妻・るい（ナレーションに語られるのみで、本人は劇中未登場）を病気で亡くしており、また子供もいない独り者である。愛妻家であり、未だに妻の墓参りを欠かさない（第10話）。
強面一点張りのように見えるが柔和な一面もあり、亡き妻と同じく存外に子供好き。第10話においては、単なる行きがかりと言うだけの理由で、行きつけの蕎麦屋の孫娘・てる（実は捨て子で、血はつながっていない）を預かり、さる大盗賊（てるの実の祖父）にその身を狙われた彼女に四六時中寄り添い、命がけで守ることまでしている。
塗り笠がトレードマークであり、屋外での行動時や単独行動の際には、ほぼ必ず被っている。居酒屋や蕎麦屋の中でも被りっ放しでいることすらある。
町 藤太（まち とうた）：夏木陽介（第1話 - 第7話、第15話、第17話、第22話、第26話）
九州黒田藩出身の足軽身分の浪人。
花咲とは古馴染みで隊士たちの中でも年長格、若い隊士をさりげなくまとめることもあり、毛間内に次ぐ副長的存在でもある。
女好きで、女郎屋には用心棒の役目も兼ねて入り浸っている。
口ひげを生やした男前だが、未だお国なまりが抜けず九州弁で喋るなど、飄々とした雰囲気を持つ好人物。常日頃は落ち着いた慎重派だが、他の隊士が全員戦いを放棄する中ただ一人花咲と毛間内に味方し、圧倒的に不利と知りつつ戦いに赴く、熱い一面も持つ（第3話）。
戦闘に際しては、刀はあまり使わず、一緒に腰に差している組み立て式の短槍を主な武器として闘う。普通に短槍として使う他、接近格闘戦や屋内戦では穂先の部分を分離させ手槍として用いることも多々ある。弓を使うわけでもないのに、なぜか弓籠手を好んで装着するのも特徴。また江藤と同じく、乗馬が得意。素手での喧嘩もなかなかに強い（第22話）。
花札占いが得意で、本人によれば的中率もなかなかいい、とのこと（第7話）。同話の冒頭で、戯れに自分を占った際、死神を意味する凶兆の札「芒に月」を引いたことが、同話での彼の運命を決定付けることになってしまった。
その後、悪徳商人・大坂屋の一味に父親を殺されたおしのを守るため、追手と壮絶な斬り合いを繰り広げた末に重傷を負い、そのまま彼女共々川に流され、生死不明となった。
この際の状況から生還は絶望的と思われていたが、実は投網打ちに助けられておしの共々奇跡的に一命を取りとめており、行方不明となって四十九日も近くなった頃、隊士たちの前に再び姿を現した（第15話）。再登場してからは彼女と夫婦となり、刀を捨てて妻のために生きることを決意し、長兵衛に掛け合って正式に隊を辞めた。
除隊後は日雇い人足（第17話）・左官（第22話）・アサリ売りの棒手振り（第26話）などの正業に従事しているが、行きがかりの上で隊に関わり、助っ人扱いで任務に加わることもある（第15話・第17話・第22話・第26話）。
滝 新八郎（たき しんぱちろう）：柴俊夫
小普請組の父を持つ無役の浪人。普段の稼業は、町道場の雇われ師範代だが、そちらの生活を思わせる描写は劇中には表されていない。
旗本の家に生まれたものの、三十俵二人扶持の貧乏所帯（自嘲して曰く「貧乏神とは親戚付き合い」）の、しかも八男坊で家督相続とは遠い身の上でもあり、家に縛られるより自由奔放に生きることを信条にして、全国を旅していた。
明朗快活で気取らない性格の好漢。子供好きであり、縁日になると、露店を冷やかしがてらに子供と戯れるのを楽しみにしている（第6話）。
子供のみならず女性にも優しく、無粋者揃いの隊にあっては女性受けがよい。そのせいか女絡みの話では、その回のキーパーソンになることが多い（第6話・第8話・第11話）
初対面以来久坂とは気が合うようで一緒につるむことが多く、第2話からは同居まで始めるほど仲がいい。ただし、第11話での描写から、この時点では既に同居は止めて、同じ長屋の隣同士ではあるが、別々に住んでいることがわかる。
戦闘の際は額あてを装着し、太刀と脇差を使用した正統派の剣術でけれんみなく闘う。また、二刀流とまではいかないものの、脇差の扱いにも長けており、遠間の敵を飛剣術で倒す、左手で抜いてとっさの攻防に使うなど、様々な用途で戦闘に役立てている。
「遊撃隊」の命名者は、実は花咲でも毛間内でもなく、「名無しの権兵衛で死にたくない」と考えた彼である（第1話）。
第11話の敵役である、徳川家斉の御落胤・朝比奈信千代とは、偶然とは言え容姿が瓜二つ。
江藤 燐兵（えとう りんぺい）：地井武男（第8話を除く全話）
元水戸藩士で、現在の妻であるしまと駆け落ちして脱藩、江戸に流れ着いた。
生真面目かつ一本気で、荒くれ者の多い遊撃隊にあって、例外的に非常に折り目正しい態度を取る男である。そのせいか他の隊士たちにも一目置かれる存在であり、ただ一人皆から「江藤さん」と敬称付きで呼ばれている。
妻帯者禁制の隊内では妻の存在を、報酬を仕送りしているしまには遊撃隊の任務を秘密にしており、気苦労が絶えない。しかし、第12話において、偶然の成り行きから、彼女の存在を久坂に打ち明けることになり、さらに第13話では、彼女と一緒のところを松吉に見られたのがきっかけで隊内全てに妻帯者であることが知れ渡ってしまう。しかし、彼の人柄と腕前を惜しんだ長兵衛と毛間内によって、しまを「妹」扱いとすることで、特例として引き続き、隊への所属が認められることとなった。さらに第23話では、しまが敵に人質にされたのを潮に、正式に二人の関係を承認し、「妻子持ちの隊士」として彼を扱うことが決定された。
駆け落ちに至るまでの詳細な経緯について、劇中で語られてはいないが、しまが婚家で相当辛い目に遭っていたのが原因らしいことだけは、第12話での彼ら夫婦の会話から推察できる。第23話の多吉によると、「上屋敷では未だに二人を血眼になって探している」とのことで、しまの婚家の家格が、相当な高さであろうことが窺い知れる。
戦闘の際は襷の他、特徴的な額あてを装着する。大刀の他に、分銅鎖を用いて相手の動きを封じつつ闘うのが得意技で、第20話においては、人質を取られて身動きできない毛間内と久六を救うため、これが起死回生の用を為した。また乗馬が得意で、藤太と並ぶ隊の機動戦力でもある。
第14話では、張り込みのために、二八蕎麦屋の屋台の親父への変装姿を披露して見せ、金吾には「なかなか板についてる」と評されていた。
第23話では、しまの妊娠を知って喜びにひたるが、その直後の遊撃隊での戦闘において、そのことを思い出して怯んだのが原因で久坂に浅からぬ傷を負わせてしまい、彼との間に、一時的だが深刻な溝を作ってしまった。
片倉 小助（かたくら こすけ）：三浦浩一（第1話 - 第13話、第15話 - 第19話、第21話 - 第22話）
九十九里の貧しい漁村出身。
第1話で遊撃隊の面々の泊まった宿にたまたま居合わせたと言うだけの、隊とは何の関係もない単なる一般人だったのだが、通りかかった久坂と新八郎に、冗談半分に自身の溜まった宿賃をたかったのが縁で毛間内に誘われ、宿賃の肩代わりと引き換えに遊撃隊に入隊した。
久坂と並んで荒っぽい男で、毛間内ら上役に反発することも多い。また、寡黙で斜に構えたところがあり、ニヒルで刹那的な気質。遊撃隊の仕事料も博打などですぐに使ってしまうことが多い。ただしこれらは、長年の無頼の生活で、そういった振る舞いが染み付いてしまったもので、本来は繊細で傷つきやすく、心根の優しい男である。
二つ下の妹・おかよがいたが、彼が十五の時に下総佐倉の女郎屋に身売りされ、彼が身請けに赴いた時には既に死亡していた（第5話）。その上、幼少期には両親を浪人たちに殺されており、天涯孤独の身の上である（第19話）。
そんな過去を持つためか、女性や子供などのか弱い者に対しては、態度こそぶっきらぼうではあるが、不器用な優しさを見せる。対して、理不尽に他者を傷つけ殺す者には激しい怒りを露わにし、一片の情け容赦も見せない。
戦闘の際は額あてと手甲を装着し、野袴を履く。剣術は我流だが、身軽で体術に優れており、敏捷性と素早さに物を言わせて敵を翻弄する。剣術だけでなく手裏剣術にも長け、左右3本ずつ、合わせて6本の棒手裏剣を一度に放ち、遠距離の相手を一息に仕留めるのを得意としている。OPにも描かれている彼の代名詞的な技だが、それにもかかわらず、意外と使用頻度は少ない（第1話・第7話・第19話・第22話）。
折鶴を折るのが上手い、という意外な面がある。これは、亡き妹が死に際して遺した品が、兄からの救いの手を待ちわびて作った、行李一杯の千羽鶴であったことに起因している（第5話）。無頼の身に似合わず学があり、漢字かな混じり文の読み書きも難なくこなす。またなかなかの達筆である（第19話）。
愛用の印籠に描かれた図柄は、朱色の地に、表に「『芒に月』の札」と「『一天地六』の目の賽」、裏には「おかめとひょっとこ」（第22話）。
第22話冒頭の戦闘で、戦闘に巻き込まれて人質にされた幼い娘を救うが、自分を恐れて逃げ去った娘の行動に激しく動揺する。その後もたびたび娘の幻影に悩まされ、懊悩の内、人斬りに明け暮れる自分の人生に迷いが生じるようになる。その後、藤太と入った居酒屋で偶然知り合った女・おえんに徐々に惹かれていき、彼女と想いを確かめ合う中で、除隊して故郷に帰り、漁師に戻って一から人生をやり直すことを決意する。しかし、同話の敵である贋金造り一味の一人で彼女の元亭主・宇之吉の罠によって、一味が待ち伏せる中に単独で飛び込んでしまい、銃撃で動きを鈍らされた上に総がかりで斬りかかられ、必死で反撃するも無数の斬撃を食らい、おえんの名を叫びながら斃れた。油断して近寄ってきた宇之吉を、最後の力を振り絞って叩き斬ったものの、直後、ついに力尽き絶命。
篠原 道之介（しのはら みちのすけ）：名高達郎（第1話 - 第11話、第14話 - 第15話、第19話 - 第22話、第24話 - 第26話）
尾張藩出身の武士であったが、一生を城勤めで終えることに嫌気が差し、自分の力で生きる道を探るため、第4話の時点から１年前に脱藩し、浪人となった。
隊士たちの中でも比較的若く、遊撃隊の任務や自らの生き方にも理想を求めるなど、よくも悪くも青臭い男。若い割には血気にはやるでもなく温厚で、江藤ほどではないが態度も折り目正しい方である。
戦闘の際は額あてと胴あてを装着し、袴を履き、大刀の柄頭と鞘の鯉口を連結させた、組み立て式の長巻を主に使用する。そちらに比べると頻度は少ないが、通常の刀として振るうこともある。
実は、国許にちぐさという許婚がいる。第4話で彼を追って江戸へやってきた彼女に、傍に置いて欲しいと懇願されたが、遊撃隊士として生きる道を選んだ。
久六と仲が良く、一緒に長屋暮らしをしている（第4話）。しかし、第18話の時点では、既に同居は解消して別々に暮らしているらしいことが、久六の台詞で窺える。
おゆきとは、隊士全員が認める相思相愛の仲であり、当然ながら彼女の身を案じる心持ちは、隊士の中でもとりわけ強い（第21話・第24話）。
最終話で、おゆきと所帯を持つ決意をした矢先、御用党に追い詰められた松吉を逃がそうと奮戦するも、一味の中にいた凄腕剣客の刃を浴び、「死ねるかぁ！」と絶叫しつつ、絶命。
久坂 一（くさか はじめ）：石橋正次
薩摩藩士を自称しているが、下総天領の農村の出身であり、そもそも侍ではない。
遊撃隊に入る以前は、賭場で用心棒稼業をしていた。その他にも、第1話での敵である放駒一味の元構成員であるなど、相当後ろ暗い過去を持っていると思われる。
短気かつ猪突猛進の暴れ者、その上がさつで口も態度も悪いが、反面さっぱりした気性を持ち情には厚い、明るく真っ直ぐな熱血漢。
隊士たちとの付き合いもよく、信頼を置かれることが多い。中でも新八郎とはウマが合うのか、初対面以来つるんで行動することが多い。第2話からは同居も始めたが、第11話の時点では同居は解消して、同じ長屋のお隣さん同士になっている。
対して毛間内とは何かと衝突が多いが、内心では互いに理解し合っており、文句を言いつつもしばしば補佐や先鋒役を務める。新八郎曰く、「隊長に一番懐いている」。
戦いの際には刀を三本装備するのが特徴（右肩に二振り、左腰に一振り）。だが、回が進むに従い、腰にぶち込んだ大刀一本で闘うことが多くなった。基本的には一刀流使いだが、時に応じて二刀流で闘うこともある。また、飛び道具が入用の際には、飛剣術を使うこともある（第5話）。
煙草が好きで、煙管を常に持ち歩いている。また、隊士の中ではただ一人髷を結っておらず、総髪姿をしている。
故郷を捨てた身ではあるが、生まれ育った地に対する愛着は抜き難いようで、第9話でたまたま知り合った同郷の伊佐吉とは、故郷の食べ物の話題（田螺やイナゴの佃煮について）で盛り上がり、お国言葉丸出しで陽気に痛飲するなど、常日頃にない楽しげな風情を見せていた。
鮎川 聞多（あゆかわ もんた）：岡本富士太（第1話）
8歳の時に両親に捨てられ、以来毛間内に育てられた男。毛間内にとっては弟のような存在である。
耳こそ聞こえるものの、発話障害者であり喋る事ができない。
戦闘に際しては刀と長槍を武器とする。
遊撃隊の結成メンバーの一人だったが、隊の初仕事となった大盗賊団・放駒一味との乱戦の最中、娘を保護しようとしたところを短筒で射殺された、昔馴染みの後家（彼とは相思相愛の間柄）のもとへ駆け寄ろうとした際、左胸を撃ち抜かれ致命傷を負う。戦闘終了後、彼女と寄り添うように息絶えているのを、他の隊士たちに発見された。
遊撃隊結成早々の彼の死は、隊士たちにとって、明日なき宿命を見せ付ける象徴的出来事となった。
堺 金吾（さかい きんご）：左とん平（第4話、第7話 - 第19話、第21話、第23話 - 第26話）
泉州・堺出身の元商人。
詳しい経緯は不明だが、藤太とは十年来の腐れ縁らしく、いつの間にか彼の長屋の隣の部屋に転がり込んで（藤太の部屋とは壁にあいた穴でつながっている（第7話・第8話・第15話））、飯を無断で拝借したり金をたかったりと、彼をいいように利用している。
がめつくドケチな性格で、些細な雑用も金に換算して報酬を要求しようとしたりする他、方々で強請やたかりなどもして小金を稼いでいるらしいが、上方訛りの言葉を駆使して相手を煙に巻く術に長けている上、軽い雰囲気を醸し出していて、どことなく悪人然としておらず憎めない。信条は「銭と命はけちって使う」。ナレーションに曰く、「けったいな男」。
腐れ縁ながら藤太には強い友情を抱いており、遊撃隊と共に彼の救出に自ら参加する・彼の生還が絶望的と悟って滂沱の涙を流す（第7話）、その後彼が再登場するまでずっと、彼の部屋に毎日陰膳を供え生還を祈願し、店賃まで肩代わりする（第8話・第15話）など、銭金抜きで友情を重んじる一面も持つ。また、第26話において、死を覚悟で有村を斬りに行く際も、命の次に大事な、「六つの時から貯めた銭」を、彼に託している。
前述の救出作戦参加をきっかけに毛間内と知己を得、藤太に代わる戦力を欲していた彼の、さりげない隊への勧誘を一度は断った。しかし、第8話での桶川宿への出立の直前、「借金をきれいにしたい」との理由で、改めて彼に自分を売り込み、ちょうど五両の借金の肩代わりと引き換えに、正式に遊撃隊隊士となった（第8話）。
戦いはあまり好まないが実は腕も立つ。特に杖術・槍術に優れており、闘いに際しては、常に携帯している金剛杖（刃が仕込んであり、杖としてだけでなく短槍としても使用できる）を好んで用いる。
親しみやすげな風貌を活かして、変装で姿を変えて隠密行動をとることもある（第8話では農夫、第24話では坊主）。
幼少期に継父と不仲だった家庭環境もあってか、子供には優しい（第15話）。
金稼ぎの手段として、隊士たちに高利で金を貸し付けることまでしている。その阿漕さ加減で皆から相当根に持たれており、第17話では仕返しとばかりに、任務にかこつけて久六と新八郎からさんざんひどい目に合わされていた（もっとも、久六は後でしっかりやり返されたが）。ちなみにその暴利っぷりはと言うと、久六の台詞によれば、「二ヶ月前に借りた一両が、もう今では十二両」とのこと。
第8話以降、藤太に代わって正式にOPに登場する。
丸目 二郎（まるめ じろう）：古澤一朗（第23話 - 第26話）
第23話から登場した、小助に代わる補充人員。
まさしく絵に描いたような貧乏浪人であり、出自も不明。腰の一刀は、お約束のように竹光。
しまの働く店「鮒八」で無銭飲食をやらかし、詫びに腹を切るなどと大騒ぎしていたところを、彼女に同情されて代金を肩代わりしてもらった。それ以来、彼女に恩義を感じて、飲食代を返済するために「鮒八」で働いていた。同話の敵にしまがさらわれたのを知り、恩返しとばかりに彼なりに奔走、遊撃隊と合流して江藤と彼女の救出に参加し、これに見事成功。その縁で遊撃隊への入隊を隊士たちに打診し、毛間内からは「皆と相談してから」と内諾を受け、その後、正式に入隊が決定した。
登場の経緯こそろくでもないものであったが、根は善人そのもので、真面目で朴訥な働き者。風采の上がらない外見とは裏腹に腕も立ち、剣だけでなく素手での格闘戦もかなりのもの。
入隊後も「鮒八」での勤めは続けていて、第24話では大垣藩士に追われる榊と梨絵を、彼の伝手を使って店にかくまった。
第26話において、行き違いで薩摩藩を挑発した件の後始末で、彼らに詫びを入れる話を冗談半分にした際、「頭を丸めて二郎っちゅうやんけ」との理由で金吾に詫び役を押し付けられ、皆に爆笑されていた。
終盤間近の登場だったせいか、OPには登場していない。
おゆき：野平ゆき
遊撃隊詰所の雑務を勤める女性。
明るく健気な性格で、隊士たちから大事にされている。道之介とは相思相愛で、隊内でも半ば公認の仲。
戦闘や調査活動に加わることは基本的にはないが、隊士たちや事件に巻き込まれた人々の身を案じる心は人一倍強く、任務で女性が必要な場合には、危険を承知で自ら志願することもある（第21話・第24話）。
結構がさつな面もあり、食事中に道之介と下帯の話をして、久六に嫌な顔をされたことがある（第2話）
松吉（まつきち）：守田比呂也
遊撃隊所属の密偵。愛称は「とっつぁん」。左眼の下に傷があるのが特徴。
密偵たちを束ねる組頭であり、久六を始め十数人の手下を率いている。
遊撃隊の攻撃対象となる盗賊や悪党に関する情報収集を一手に引き受ける他、短刀を振るって戦闘に加わることもある。
元盗賊であり、第10話の敵役である大盗賊・（自称）和田屋太兵衛や第11話の伝次とは、旧知の盗賊仲間。
久六（きゅうろく）：小野ヤスシ
遊撃隊所属の密偵で、松吉の手下の一人。
寡黙な松吉とは対照的によくしゃべるタイプで、やや心配性。
調査活動や戦闘の援護（長脇差を武器とする）の他、隊士たちの日常の世話などもこなす。
隊士たちと接する機会が多いせいか、彼ら全員とうまく仲良くつきあっていて、とりわけ道之介とは仲が良い。
時々戯れに、藤太を真似た九州弁をしゃべることがある（第2話、第5話）。
この世で一番嫌いなものは、蜘蛛ととろろ芋（第6話）。
しま：服部妙子（第2話 - 第3話、第12話 - 第13話、第23話、第26話）
江藤の妻。30歳(第2話での初登場時点)。
かつては他人の妻であったが江藤と惚れ合い、駆け落ちの末共に江戸へ流れ着いた。
家計を支えるため、深川の小料理屋「ひさご」（第13話）（第23話では「鮒八」）で女中として働いている。
あまり身体が丈夫ではなく、勤めの傍ら医者通いをしており、薬礼に金がかさむせいで生活は苦しく、現状では夫婦水入らずで同居することすらままならない。江藤が実入りのいい仕事を求めて遊撃隊に身を投じたのも、半ば以上これが原因である（第13話）。
妻帯者の入隊は認められない遊撃隊の内規に配慮して、江藤が存在を秘密にしていたが、第13話において隊内に全て知れ渡ってしまった。しかし、黙認と言う形を経て、最終的には正式に許可された（第23話）。
第23話で妊娠したが、その矢先に同話の敵である浪人集団に連れ去られ、人質にされてしまう。救出に入った江藤共々斬り死にしそうになるところを、遊撃隊の面々に助けられて何とか難を逃れた。
また、同じく第23話では、ただ食いをした丸目を、代金を肩代わりして助けており、これが回りまわって、彼が遊撃隊に参加するきっかけとなった。
おしの：佳那晃子（第7話、第15話、第17話）
第7話の敵役である、飛脚問屋・大坂屋に出入りする畳屋・乙吉の一人娘。
大坂屋に頼まれて賄賂の運び役をさせられた上、口封じに焼身自殺を装って惨殺された父親の仇を討つため、乱心者を装って藤太が用心棒をしている女郎屋に転がり込んだのが縁で、彼と知り合った。
大坂屋の追手から藤太と共に逃亡する内、お互い淡い想いを寄せ合うようになるが、追手に追い詰められた末に銃弾を浴びて重傷を負い、失神状態のまま藤太共々川に流され生死不明となった。
第15話で藤太と共に生還し再登場、その際に正式に彼の妻となった。しかし、命こそ助かったものの身体を壊し、床に伏しがちの身となってしまった。
第17話での敵役、甲州野盗・霞の一群の構成員・才助は、五歳の時に養子に出されて生き別れた、彼女の実の弟である。彼との再会を願う彼女にほだされた、藤太の決死の活躍により、姉弟二人の再会は無事に実現した。
奉行：声・阪脩
長兵衛に指令を下す。最終話（第26話）で、敵役・有村主水に追われる形で、奉行の座を解任され、以後、消息は不明。

## サブタイトルリスト
| 回 | サブタイトル            | 脚本       | 監督       | ゲスト |
| -- | ----------------------- | ---------- | ---------- | --- |
| 1  | 壮絶! 遊撃隊            | 保利吉紀   | 高瀬昌弘   | 岡本富士太、武原英子、玉川伊佐男、田中浩、 上野山功一、北九州男、高杉哲平、中島元                                      |
| 2  | 闇にひそむ牙            | 保利吉紀   | 小野田嘉幹 | 五十嵐淳子、藤岡重慶、梅津栄、山本昌平、 穂高稔、井上博一、岡部正純、木田三千雄                                        |
| 3  | 鉄砲道の決斗            | 星川清司   | 小野田嘉幹 | 香野百合子、天津敏、榎木兵衛、多宮健二、 小原秀明、都家歌六                                                            |
| 4  | 地獄の虫を叩っ斬れ!     | 櫻井康裕   | 高瀬昌弘   | 平田昭彦、早乙女愛、堀田真三、夏木順平、市村昌治                                                                       |
| 5  | けもの狩り              | 佐藤繁子   | 児玉進     | 高沢順子、井上昭文、大木正司、茜ゆう子、 依田英助                                                                      |
| 6  | 泣くな! 新八郎友を斬れ  | 猪又憲吾   | 高瀬昌弘   | 村井国夫、田崎潤、仁和令子、片岡五郎、 大矢兼臣                                                                        |
| 7  | 激流に消えた男          | 保利吉紀   | 児玉進     | 佳那晃子、浜田寅彦、中井啓輔、片桐竜次、 万里昌代、相原巨典、名川貞郎、鹿島信哉                                        |
| 8  | 宿場の対決              | 保利吉紀   | 高瀬昌弘   | 森マリア、勝部演之、蟹江敬三、巌金四郎、 小笠原弘、藤山浩二、堺左千夫、粟津號、 松尾文人、大竹修造、熊谷卓三、夏木順平 |
| 9  | 非情の罠・群狼を斬れ!   | 中村勝行   | 山本迪夫   | 嶋めぐみ、睦五郎、辻万長、村松克巳、 石津康彦、幸田宗丸、北川欽三、中村孝雄、 多田幸男、新井一夫、都家歌六             |
| 10 | 奪われざるもの          | 星川清司   | 高瀬昌弘   | 田中明夫、小栗一也、内田勝正、岡本麗                                                                                   |
| 11 | 魔の影                  | 星川清司   | 高瀬昌弘   | 珠めぐみ、八木昌子、浦川麗子、根岸一正、 沖田駿一、荻原紀、石崎洋光                                                    |
| 12 | 通り雨                  | 佐藤繁子   | 小野田嘉幹 | 生田悦子、峰竜太、亀石征一郎、松本敏男、 綾瀬桜、里木佐甫良                                                            |
| 13 | 名もない男達の詩        | 村尾昭     | 小野田嘉幹 | 井上孝雄、原田清人、剣持伴紀、二見忠男、 相沢治夫、伊奈貫太、兼松隆                                                    |
| 14 | 迷い道                  | 佐藤繁子   | 山本迪夫   | 篠ひろ子、平泉征、町田祥子、山本昌平、 信実一徳                                                                        |
| 15 | 帰って来た藤太          | 保利吉紀   | 高瀬昌弘   | 佳那晃子、西沢利明、大前均、倉野章子、 友金敏雄、清水康晴、青木まち子                                                  |
| 16 | 雪の名なし橋            | 中村努     | 小野田嘉幹 | 藤真利子、佐藤仁哉、佐々木剛、高木二朗、 武内文平                                                                      |
| 17 | みれん花・野盗 暁の襲撃 | 佐藤繁子   | 小野田嘉幹 | 織田あきら、高桐真、長谷川弘、石山雄大、 加地健太郎                                                                    |
| 18 | 復讐の狼                | 中村勝行   | 高瀬昌弘   | 沖雅也、永島暎子、川地民夫、うえだ峻、 外山高士                                                                        |
| 19 | 囮・危険な取引き        | 中村勝行   | 山本迪夫   | 佐藤オリエ、蟹江敬三、神田隆、北浦昭義、 鹿島信哉、大矢兼臣、二家本竜巳、荻原紀                                        |
| 20 | 傷だらけの二人          | 保利吉紀   | 児玉進     | 由美かおる、石浜朗、菅貫太郎、市川好朗                                                                                 |
| 21 | 日蔭の花を救え          | 下飯坂菊馬 | 山本迪夫   | 本阿弥周子、石橋蓮司、住吉道博、高杉玄、 鶴間エリ、辻シゲル、小池雄介、木田三千雄、 湯沢勉、田中筆子                   |
| 22 | 熱い眠りにこころ残して  | 佐藤繁子   | 児玉進     | 二ノ宮さよ子、峰岸徹、近藤宏、中庸助、 湊俊一                                                                          |
| 23 | 遊撃隊、内部の敵!?      | 保利吉紀   | 高瀬昌弘   | 船戸順、稲吉靖司、大下哲矢、相沢治夫                                                                                   |
| 24 | 必死の脱出!!            | 桜井康裕   | 児玉進     | 石田信之、竹井みどり、小栗一也、山本清、 武藤英司、井上博一、村上幹夫                                                  |
| 25 | 風に舞う必殺四方剣      | 杉村のぼる | 児玉進     | 浅野真弓、香川良介、須藤健、北川欽三、 堀田真三、二家本竜巳、前田哲朗、中瀬博文                                        |
| 26 | さらば遊撃隊            | 佐藤繁子   | 高瀬昌弘   | 山田吾一、川合伸旺、木村元、夏海千佳子                                                                                 |

## 前後番組
| フジテレビ系 木曜21時台                  | フジテレビ系 木曜21時台 | フジテレビ系 木曜21時台       |
| 前番組                                   | 番組名                  | 次番組                        |
| ---------------------------------------- | ----------------------- | ----------------------------- |
| 同心部屋御用帳 江戸の旋風（第4シリーズ） | 江戸の激斗              | 同心部屋御用帳 新・江戸の旋風 |